# Thomas Weinandy
Thomas Gerard Weinandy, OFM Cap, (Delphos, Ohio, 12 de janeiro de 1946) é um padre católico romano americano.
Ele é um escritor prolífico em trabalhos acadêmicos e populares, incluindo artigos, livros e cursos de estudo.